# 2011 en musique classique
| \| • Retour à la chronologie générale de la musique classique • \| |
| Grèce • Rome • Haut Moyen Âge • VIIIe siècle • IXe siècle • Xe siècle • XIe siècle XIIe siècle • XIIIe siècle • XIVe siècle • XVe siècle • XVIe siècle • XVIIe siècle XVIIIe siècle • XIXe siècle • XXe siècle • XXIe siècle |
| • Retour à la chronologie générale de la musique classique • |

| Années en musique classique : 2008 - 2009 - 2010 - 2011 - 2012 - 2013 - 2014    |
| Décennies en musique classique : 1980 - 1990 - 2000 - 2010 - 2020 - 2030 - 2040 |

## Événements

### Créations
- 17 février : Anna Nicole, opéra de Mark-Anthony Turnage, créé à Londres ;
- 7 mars : La Métamorphose, opéra de Michaël Levinas d'après la nouvelle de Kafka, à Lille par l'ensemble Ictus et dans une mise en scène de Stanislas Nordey.
- 18 mars : Kommilitonen!, opéra de Peter Maxwell Davies à la Royal Academy of Music sous la direction de Jane Glover.
- 19 mars : WTC 9/11, composition de Steve Reich par le Kronos Quartet à l'Université Duke en Caroline du Nord.
- 26 mars : Risorgimento!, opéra de Lorenzo Ferrero, au Teatro Comunale di Modena.
- 28 mars :
  - Akhmatova, opéra de Bruno Mantovani sur un livret de Christophe Ghristi, à l'Opéra Bastille de Paris.
  - Cheminement d'un timbalier, de Michèle Reverdy, à l'Adagio de Thionville.
- 13 octobre : The Blind, opéra de Lera Auerbach, au Konzerthaus de Berlin.
- 15 novembre : Gogol, opéra de Lera Auerbach, au Theater an der Wien de Vienne.
- 31 décembre : The Enchanted Island, opéra pasticcio avec des airs de Haendel, Vivaldi, Rameau, Leclair et autres, au Metropolitan Opera.

### Autres
- 1er janvier : concert du nouvel an de l'orchestre philharmonique de Vienne au Musikverein, dirigé par Franz Welser-Möst.
- 22 octobre : Christus, oratorio de Franz Liszt, joué le jour du 200e anniversaire du compositeur dans différentes villes (Paris, Budapest, Eger, Győr, Pécs, Bayreuth, Vienne, Prague, Vilnius, Seoul, etc).

## Prix
- Daniil Trifonov obtient le 1er prix de piano du Concours international Tchaïkovski.
- Aribert Reimann reçoit le Prix Ernst-von-Siemens.
- Le Kronos Quartet est lauréat du Prix Polar Music.
- Nicholas Daniel reçoit la Queen's Medal for Music.
- Helmuth Rilling reçoit le Prix musical Herbert-von-Karajan.
- Anne-Sophie Mutter, violoniste, reçoit le Prix Brahms.
- Seiji Ozawa reçoit le Praemium Imperiale.
- Kaija Saariaho reçoit le Prix musical Léonie-Sonning.
- Tan Dun reçoit le Prix Bach de la Ville libre et hanséatique de Hambourg.
- Louis Andriessen reçoit le Grawemeyer Award pour La Commedia.
- Thierry Machuel est lauréat du grand prix lycéen des compositeurs.
- Josep Soler i Sardà reçoit le Prix Tomás Luis de Victoria.
- Miguel Poveda reçoit le Prix national de musique de Catalogne.
- Riccardo Muti reçoit le Prix Birgit-Nilsson.

## Décès

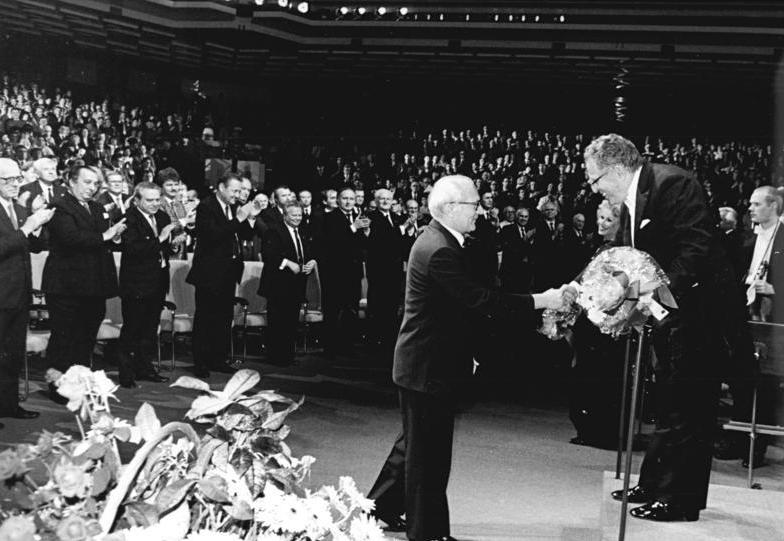
Erich Honecker et Kurt Sanderling lors des célébrations
du de Berlin en 1987

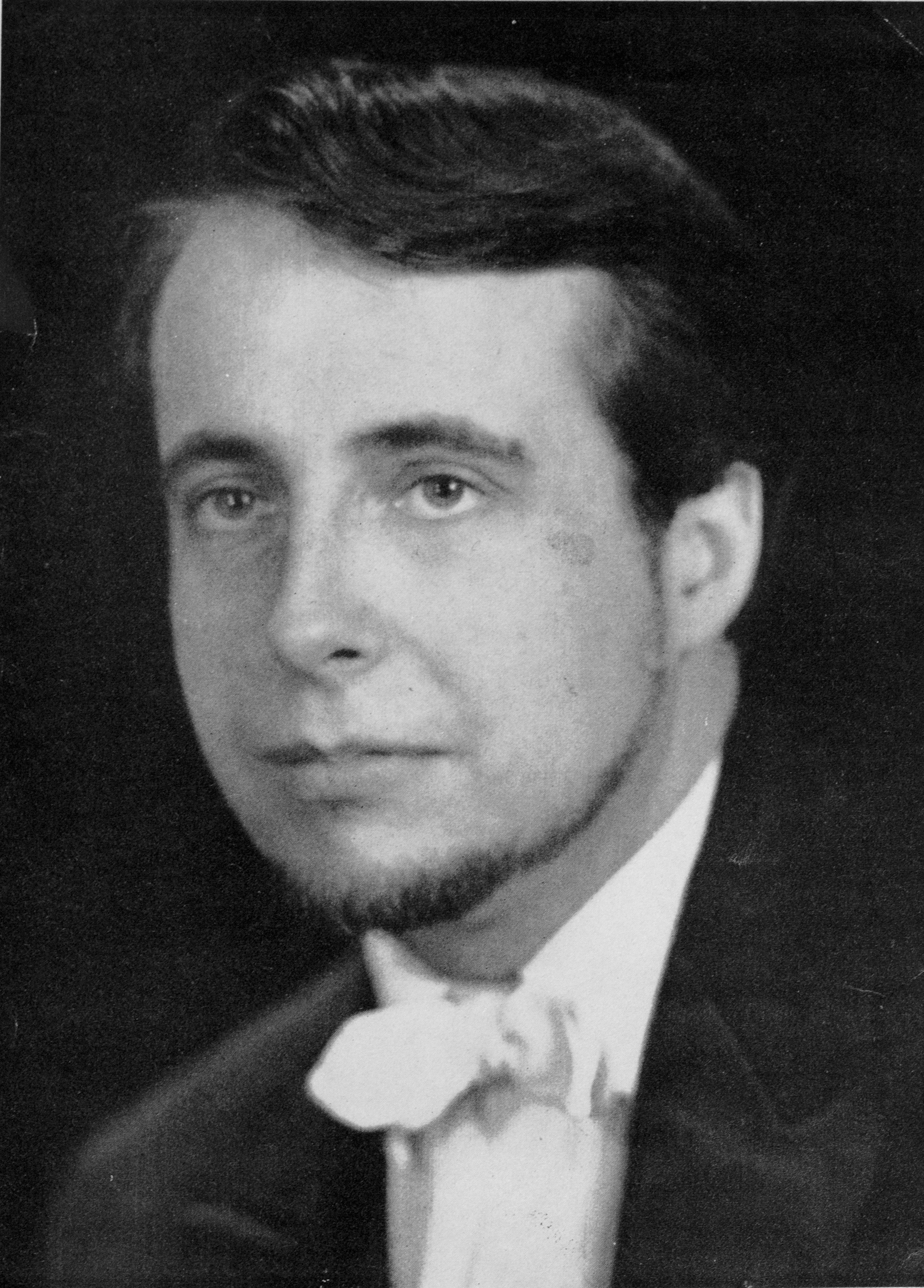
Yves Cornière

- 1er janvier : Marin Constantin, chef d'orchestre et compositeur roumain (° 27 février 1925).
- 6 janvier : Cécile Daroux, flûtiste française (° 4 mars 1969).
- 10 janvier : Jean-Marc Cochereau, chef d'orchestre français (° 25 novembre 1949).
- 15 janvier : Gaston Allaire, musicologue, organiste, pianiste et chef d'orchestre québécois (° 16 juin 1916).
- 16 janvier : Augusto Algueró, compositeur de chansons et chef d'orchestre espagnol (° 23 février 1934).
- 21 janvier : Caterina Mancini, soprano italienne (° 10 novembre 1924).
- 28 janvier : Margaret Price, soprano galloise (° 13 avril 1941).
- 29 janvier : Milton Babbitt, compositeur américain (° 10 mai 1916).
- 26 février : Eugene Fodor, violoniste américain (° 5 mars 1950).
- 1er mars : Tatiana Chebanova, pianiste soviétique puis russe et polonaise (° 12 janvier 1953).
- 3 mars : Aldo Clementi, compositeur italien (° 25 mai 1925).
- 15 mars : Yakov Kreizberg, chef d'orchestre américano-autrichien (° 24 octobre 1959).
- 22 mars : Victor Bouchard, pianiste et compositeur québécois (° 11 avril 1926).
- 29 mars : Robert Tear, ténor gallois (° 8 mars 1939).
- 7 avril : Alfred Dürr, musicologue allemand (° 3 mars 1918).
- 9 avril:  Daniel Catán, compositeur mexicain  (° 3 avril 1949).
- 15 avril : Bernard Cottret, basse chantante française (° 7 février 1923).
- 20 avril : Antonio Tauriello, compositeur, pianiste et chef d'orchestre (° 20 mars 1931).
- 23 avril : Peter Lieberson, compositeur américain (° 25 octobre 1946).
- 27 avril :
  - Bertile Fournier, harpiste française (° 1935).
  - Anita Välkki, soprano finlandaise (° 25 octobre 1926).
- 29 avril : Vladimir Kraïnev, pianiste et pédagogue soviétique (° 1er avril 1944).
- 7 mai : Jane Rhodes, soprano et mezzo-soprano française (° 13 mars 1929).
- 13 mai : Bernard Greenhouse, violoncelliste américain (° 3 janvier 1916).
- 19 mai : Alda Noni, soprano italienne (° 30 avril 1916).
- 21 mai : Dieter Klöcker, clarinettiste, chef d'orchestre et musicologue allemand (° 13 avril 1936).
- 30 mai : Giorgio Tozzi, chanteur américain (basse) (° 8 janvier 1923).
- 4 juillet : Gerhard Unger, ténor allemand (° 26 novembre 1916).
- 5 juillet : Malcolm Forsyth, tromboniste et compositeur canadien (° 8 décembre 1936).
- 7 juillet : Josef Suk, violoniste tchèque (° 8 août 1929).
- 10 juillet : Pierrette Alarie, soprano canadienne (° 9 novembre 1921).
- 15 juillet : Cornell MacNeil, baryton américain (° 24 septembre 1922).
- 19 juillet : Karen Khatchatourian, compositeur arménien (° 19 septembre 1920).
- 20 juillet : Françoise Doreau, pianiste française.
- 26 juillet : Denise Scharley, mezzo-soprano ou contralto française (° 15 février 1917).
- 3 août : Nikolaï Petrov, pianiste russe (° 14 avril 1943).
- 4 septembre : Luben Yordanoff, violoniste bulgare, puis monégasque (° 1926).
- 5 septembre : Salvatore Licitra, ténor italien (° 10 août 1968).
- 18 septembre : Kurt Sanderling, chef d'orchestre allemand (° 19 septembre 1912).
- 19 septembre : Jean Roy, critique musical français (° 1916).
- 21 septembre : Marcel Bitsch, compositeur français (° 29 décembre 1921).
- 8 octobre : Ingvar Wixell, baryton suédois (° 7 mai 1931).
- 9 octobre : Teodor Cosma, pianiste et chef d'orchestre (° 7 août 1910).
- 29 octobre : Christine Ann Atallah, soprano canadienne (° 7 décembre 1965).
- 5 novembre : Alain Bonnard, compositeur et musicologue français (° 1939).
- 7 novembre : Hans-Jürgen Walther, chef d'orchestre allemand (° 4 novembre 1919).
- 17 novembre : Yvonne Lephay-Belthoise, violoniste française (° 27 septembre 1914).
- 22 novembre : Sena Jurinac, soprano et mezzo-soprano autrichienne (° 24 octobre 1921).
- 23 novembre : Montserrat Figueras, soprano espagnole (° 15 mars 1942).
- 29 novembre :
  - Pierre Rolland, musicien québécois, critique musical, hautboïste professeur de musique et cor anglais à l'OSM (° 13 octobre 1931).
  - Yves Cornière, compositeur, organiste et chef d'orchestre français (° 29 octobre 1934).
- 2 décembre : John Gardner, compositeur britannique (° 2 mars 1917).
- 23 décembre : Henri Scolari, compositeur vaudois (° 25 septembre 1923).